# Тахіліт
Тахіліт — вулканічне скло базальтового складу.

## Етимологія та історія
Назва «тахіліт» — від грец. ταχύς=швидкий і λίθος=камінь). Вперше породу описав Август Брайтгаупт у 1826 році.

## Загальний опис
Зовні схожий на обсидіан. Іноді містить голчаті кристали піроксену і амфіболу, мікроліти плагіоклазу. Змінене базальтове скло має відносно високий вміст води (до 2-3 %) і домішки хлориту або глинистих мінералів. Колір зелений, бурий, чорний або темно-коричневий і має жирний, смолистий блиск. Він дуже крихкий і легко ламаються під ударом молотка.
Тахіліт утворює відносно малопотужні зони у лавових потоках, інтрузивних масивах і дайках, може входити до складу скловмісних базальтів. Реакційна здатність висока. Легко розчиняється у кислотах.
У них неозброєним оком іноді видно дрібні кристали польового шпату або олівіну. Всі тахіліти досить легко вивітрюються і в результаті окиснення їх заліза стають темно-коричневими або червоними.
Найчастіше тахіліт утворюється при охолоджені як кромка тонких дайок або силів базальту або діабазу; ця кромка може мати товщину всього міліметр або близько того й інтегрується всередину в кристалічний базальт. Тахіліти цієї природи поширені серед магматичних порід раннього кайнозойського віку на Внутрішніх Гебридах Шотландії. 
Інший різновид тахіліту являє собою майже цілі лавові потоки, як на Гавайських островах. Тут відбулося швидке охолодження добре текучих лав. Це загальмувало кристалізацію, утворені потоки базальтового скла містять незначну кількість кристалічного матеріалу. 
Третій різновид тахілітів зустрічається у вигляді шлаку, або бомб, викинутих базальтовими вулканами; вони добре відомі на острові Стромболі та на вулкані Етна в Італії та в Ісландії. 
Тахіліти легко піддаються вивітрюванню та змінам і шляхом окиснення та гідратації перетворюються на палагоніт, червоний, коричневий або жовтий криптокристалічний матеріал.

## Утворення
Тахіліти утворюються в результаті швидкого охолодження базальтових лав, наприклад, через контакт з морською водою, що запобігає утворенню кристалів. Як і всі вулканічні стекла, тахіліти нестабільні; Протягом тривалих геологічних періодів часу вони поглинають воду і стають палагонітизованими.

## Поширення, видобуток і використання
Тахілітові вулканічні бомби та шлак часто зустрічаються в Ісландії, Оверні, Стромболі та Етні, а також дуже поширені в шарах попелу або туфах давнішого періоду. Основні тахілітові пемзи поширені на дні моря, або розсіяні в пелагічній червоній глині та інших відкладеннях. Ці фрагменти тахіліту, які зазвичай сильно розкладаються окисненням і гідратацією їх сполук заліза, набули темно-червоного кольору. Це змінене базове скло відоме як «палагоніт»; концентричні смуги його часто оточують ядра незміненого тахіліту і настільки м'які, що їх легко розрізати ножем. У палагоніті мінерали також розкладені і представлені лише псевдоморфозами. Свіже тахілітове скло, однак, часто містить ромбовидні кристали плагіоклазового польового шпату та невеликі призми авгіту та олівіну, але всі ці мінерали дуже часто зустрічаються в основному у вигляді мікролітів або у вигляді скелетних наростів з гостро загостреними кутами або розгалуженими відростками. Палагонітові туфи зустрічаються також серед більш давніх вулканічних порід. В Ісландії широка ділянка цих скель, описана як «палагоніт», перетинає острів з південного заходу на північний схід. Деякі з цих туфів є викопними; інші перекриті льодовиковими відкладеннями. Лави, з якими вони зустрічаються, в основному олівін-базальти. Палагонітові туфи знайдені на Сицилії, Ейфелі, Угорщині, Канарських островах та в інших місцях.
Видобувається відкритим способом із застосуванням буровибухових робіт, зокрема, на п-ові Камчатка (РФ), в штаті Нью-Мексико, США.
Використовується як гідравлічна добавка до бетону.